# 최신형 실 수송 시스템

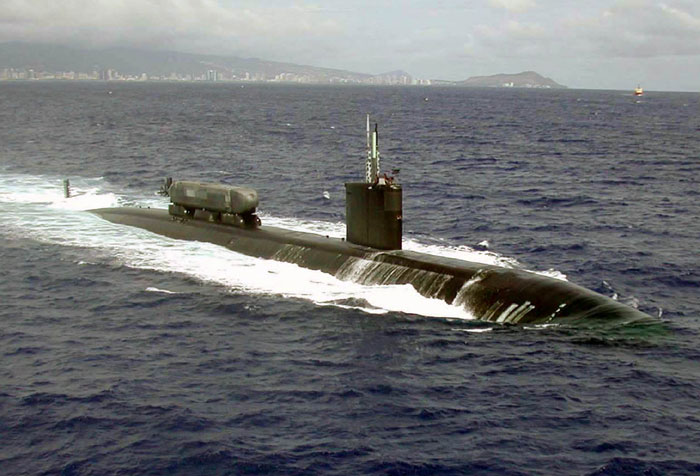
LA급 잠수함에 탑재된 ASDS

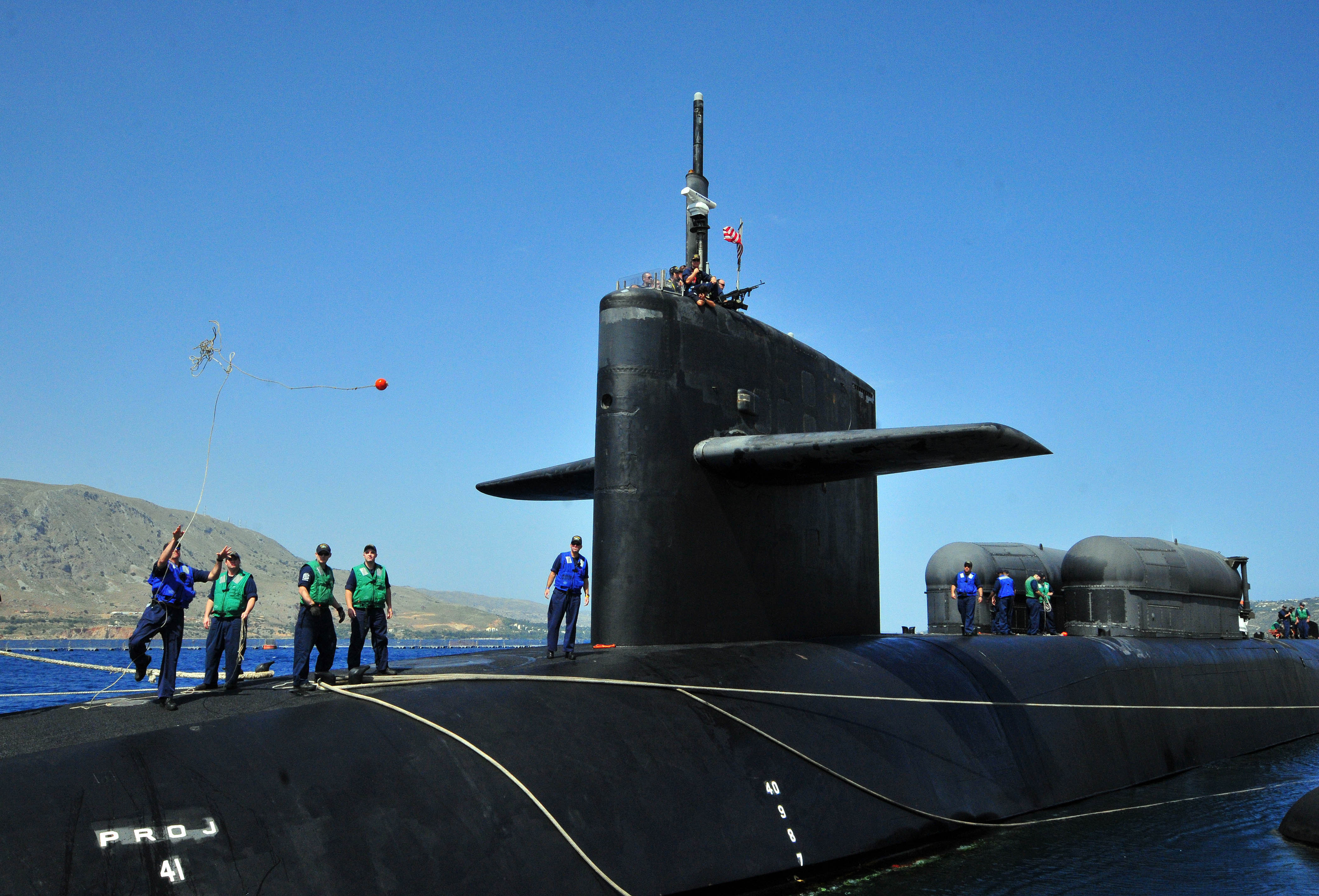
오하이오급 잠수함에는 ASDS 2대를 탑재한다.

최신형 실 수송 시스템(Advanced SEAL Delivery System, ASDS)는 미국 해군의 잠수정이다.

## 역사
2006년 4월 잠수정 개발 계획이 취소되었으며, 노스럽 그러먼이 개발을 중단했다. 2008년 11월 시제품 1척에 심각한 화재가 발생했다. 6시간이나 화재가 계속되었다.

## 대한민국
1968년 1월 21일, 북한 특수부대 31명이 청와대를 기습해 참수작전을 시도했다 실패한 김신조 사건의 경우, ASDS 2척이면 수송이 가능하다. ASDS는 1명의 잠수함 장교와 1명의 네이비 실이 운전하고, 16명의 네이비 실을 100 km 거리까지 수송한다.
작전계획 5015으로 한국은 참수작전을 최초로 도입, 2017년 12월 1일, 미국 제75레인저연대를 창설할 계획이다. 그러나 한국군의 참수부대는 수송기와 헬기만 새로 구매할 것이라고 보도되었다.
한국의 네이비 실인 UDT는 돌고래급 잠수정을 사용했다. 그러나 2016년 퇴역했다. 2011년 11월 한국은 새로운 잠수정인 KSS-500A 개발계획을 공개했다. 2015년 9월, 영국 제인스는 현대중공업이 40 m 길이의 HDS-400 잠수정 1척을 건조중이라고 보도했다. 한국군이 주문한 것인지는 확인되지 않았다.
길이 40 m면 1996년 강릉지역 무장공비 침투사건, 2010년 천안함 격침 사건으로 유명한 북한의 상어급 잠수함 제원과 비슷하다. 이름으로만 추정하면 KSS-500A는 배수량 500톤, HDS-400는 배수량 400톤으로 보인다. 현대중공업에 기술이전을 한 독일 HDW의 206급 잠수함이 배수량 500톤이다.
- ASDS - 길이 20 m, 배수량 60톤
- 돌고래급 잠수정 - 길이 25 m, 수중배수량 175톤
- 상어급 잠수함 - 길이 34 m, 수중배수량 370톤

## 제원
- 배수량: 60 톤
- 길이: 65 ft (20 m)
- 폭: 6.75 ft (2.06 m)
- 높이: 8.25 ft (2.51 m)
- 엔진: 67 hp (50 kW) 전기모터 (Ag-Zn battery), 1축
- 최대속도: 8 노트 이상
- 거리: 125 해리 (232 km) 이상
- 깊이: 150 ft (46 m)
- 수용량: 조종사 2명 + 네이비 실 16명
- 기타: 잠망경, GPS, 무전기, 소나
- 수송기: C-5 갤럭시, C-17 글로브마스터 III
- 제작사: 노스롭 그루만 Electronics Sensors and Systems Division, Oceanic Systems subdivision